# Wolfgang Becker
Pour les articles homonymes, voir Becker.
Cet article concerne le réalisateur né en 1954. Pour le réalisateur né en 1910 et mort en 2005, voir Wolfgang Becker (1910-2005).
Wolfgang Becker ([ˈvɔlfɡaŋ ˈbɛkɐ]), né le 22 juin 1954 à Hemer (Rhénanie-du-Nord-Westphalie, RFA) et mort le 12 décembre 2024 à Berlin, est un scénariste et réalisateur allemand.

## Biographie
Après le baccalauréat, Wolfgang Becker poursuit à l'université libre de Berlin des études de Civilisation et d'Histoire germaniques et américaines. Puis il entre à l'Académie allemande du film et de la télévision de Berlin (DFFB). Son film de fin d'études, Schmetterlinge (Papillons), attire l'attention sur lui : ce film qui adaptait une histoire de l'écrivain anglais Ian McEwan, obtient à Hollywood l'Oscar du meilleur film d'étudiant (Student Film Award), à Locarno, le Léopard d'or, et à Sarrebruck, le prix du Ministre-Président de la Sarre au Festival Max Ophüls, en 1988. Pour Tatort (le Lieu du crime), une institution de la télévision berlinoise, il réalise, en 1991, un épisode intitulé Blutwurstwalzer qui soulève l'enthousiasme. L'année suivante, il tourne pour la télévision Jeux d'enfant, un drame de l'enfance dont le succès amène sa sortie en salle.
En 1994, il participe, avec le producteur Stefan Arndt et le musicien et réalisateur Tom Tykwer, à la création d'une société de production : X Film Creative Pool. C'est au sein de cette société qu'il réalise son film suivant, La vie est un chantier. Le film connaît un grand succès public. Good Bye, Lenin!, après avoir remporté un énorme succès en Allemagne, fait une belle carrière internationale et reste le film auquel on pense lorsqu’on évoque la chute du Mur de Berlin.

## Filmographie

### Réalisateur
- 1988 : Schmetterlinge
- 1992 : Jeux d'enfant (de) (Kinderspiele) — téléfilm
- 1997 : La vie est un chantier (Das Leben ist eine Baustelle.)
- 2003 : Good Bye, Lenin!
- 2015 : Moi et Kaminski (Ich und Kaminski)

### Scénariste
- 1997 : La vie est un chantier (Das Leben ist eine Baustelle.)
- 2003 : Good Bye, Lenin!

### Acteur
- 1995 : La Nuit des cinéastes (Die Nacht der Regisseure) - Non crédité
- 1997 : La vie est un chantier (Das Leben ist eine Baustelle.)

## Distinctions
- European Film Awards 2003 : ** Prix du public du meilleur réalisateur pour Good Bye, Lenin!
  - Nomination comme meilleur réalisateur pour Good Bye, Lenin!
- César 2004 : meilleur film de l'Union européenne pour Good Bye, Lenin!